# Deadline (tijdslimiet)
Een deadline is een moment (dag en tijd) waarop iets moet zijn afgerond en/of ingeleverd, of waarop iemand ergens aanwezig moet zijn. Er wordt ook wel gesproken van fatale datum of fataal tijdstip, en daarmee wordt benadrukt dat er sprake is van een zwart-witsituatie: later in orde maken, inleveren, aankomen, enz. heeft geen zin.
Een deadline voor inleveren is bijvoorbeeld ook van toepassing bij een bezwaarprocedure en bij hoger beroep.

## Oorsprong
Het woord deadline komt uit het Engels, en betekent letterlijk een 'lijn des doods'. De term werd voor het eerst gebruikt tijdens de Amerikaanse Burgeroorlog halfweg de 19e eeuw. Gevangenissen en gevangenkampen waren toen slecht beveiligd, en ontsnappingspogingen kwamen veelvuldig voor. Op de binnenkoer van de beruchte gevangenis van Andersonville werd over de ganse omtrek zes meter voor de omheining een krijtlijn ('deadline') op de grond aangebracht: de krijgsgevangene die hier overheen ging, zelfs al was het maar een paar centimeter, werd zonder pardon doodgeschoten. In 1917 duikt het woord opnieuw op, ditmaal ter aanduiding van de marge of zijlijnen (bedding) op de degel van de drukpersen waarbinnen de tekst moest worden gedrukt. De term werd later voor een tijdslimiet gebruikt: het werk mocht niet tot na een bepaald moment voortduren, gebeurde dit toch, dan waren er consequenties aan verbonden.

## Toepassingen
Een deadline is typisch onderdeel van een planningsproces, bijvoorbeeld bij studieplanning. Bij het aanleren van studievaardigheden leert een student om te gaan met deadlines en zo te plannen dat de uit te voeren werkzaamheden evenwichtig worden verdeeld over de beschikbare tijd.
Hetzelfde geldt voor tijdmanagement. Drukbelaste werknemers dienen efficiënt met hun tijd om te gaan, willen zij zich van al hun taken kunnen kwijten. Dit betekent enerzijds dat de beschikbare tijd evenwichtig moet worden verdeeld over een veelheid van opgedragen werkzaamheden. Omgekeerd houdt het ook in dat de werkzaamheden evenwichtig over de beschikbare tijd worden verdeeld, mede overeenkomstig hun urgentie en prioriteit.
In de praktijk komt die planning vaak niet overeen met wat de theorie voorschrijft: dan blijkt bijvoorbeeld een werknemer de belasting onjuist te hebben ingeschat, of de hand te hebben gelicht met de planning. Dikwijls is daarbij sprake van procrastinatie of uitstelgedrag. Zijn activiteiten vertonen dientengevolge een piek bij het naderen van de deadline.
Een andere toepassing is de fixering van juridische verbindingen. Door een deadline of fatale termijn te stellen voor het voldoen van juridische verplichtingen, wordt voor beide partijen duidelijk wanneer gepresteerd moet worden en kan een partij niet stellen dat hij dacht dat het pas later hoefde. Wanneer er (contractueel) geen termijnen zijn afgesproken, kan een partij die een tekortschietende partij oproept tot het voldoen van zijn verplichtingen, in een zogenaamde ingebrekestelling alsnog een deadline of fatale termijn stellen. Wanneer deze termijn wordt overschreden, dan wordt de verbintenis in rechte afdwingbaar.

## Omgekeerde planning
Die beschikbare tijd zal dikwijls de periode bedragen tussen het heden en de deadline, maar andere beginpunten kunnen de voorkeur verdienen, doordat ook andere werkzaamheden om aandacht vragen. Evenzo kan een student, employé of andere werker met verschillende eindpunten, dus deadlines, tegelijk worden geconfronteerd.
Aangezien de deadline het fatale, vaste punt is waarmee rekening moet worden gehouden, wordt dat punt in de planning veelal als uitgangspunt genomen. De werkzaamheden worden van daaraf teruggeredeneerd. Een voorbeeld uit de boekenuitgeverij:
- Als we het boek tegen kerst in de winkels willen hebben, moet het dus op 1 december bij het Centraal Boekhuis liggen. 
Dan moet de drukker het medio november klaar hebben. 
Onze afdeling Productie moet het materiaal dus medio oktober bij de drukker aanleveren. 
Productie moet het op 1 september van Design hebben ontvangen. 
Op 1 juli moet Redactie het aanleveren aan Design, dus Redactie moet op 1 april beginnen. 
Acquisitie en auteursbegeleiding starten op 1 februari.

In dit (vereenvoudigde en gefingeerde) voorbeeld zijn de data willekeurig, maar de aanvankelijk vage deadline ("tegen Kerst") wordt gepreciseerd ("1 december"), en de rest van de planning is daarvan terugwerkend afgeleid, met tussenliggende deadlines als gevolg. Aangezien een uitgeverij doorgaans met veel meer dan één project tegelijk bezig is, zal het planbord aan de wand van het redactievertrek vele verschillende deadlines laten zien, met een complex aan parallel lopende planningen.

## Zaktijd
Een keiharde deadline is de zaktijd van een krant: het tijdstip waarop de krant "zakt", naar de technische afdeling gaat. Vanaf dat moment kan een journalist in het geheel niets meer aan tekst of opmaak veranderen.
Dat kan tot grote spanning en fouten leiden. De uitslag van een verkiezing, het op een persconferentie gebrachte standpunt zijn soms in krantenberichten geheel verkeerd weergegeven: het definitieve nieuws was pas na de zaktijd bekend geworden. In het verlangen vooral geen primeur te missen, hebben journalist of redactie een slag geslagen naar wat er "ongetwijfeld" bekend zou worden.
Vaak kiezen ze juist; soms worden echter onder druk van de deadline foute inschattingen gemaakt die als legendarische blunders de geschiedenis in gaan.